# Sumaya Dalmar
Sumaya Dalmar, également connue sous le nom de Sumaya YSL, née le 10 septembre 1988 à Mogadiscio (Somalie) et morte le 22 février 2015 à Toronto (Canada), est une activiste transgenre et mannequin somalo-canadienne. Elle est l'une des premières personnes somaliennes à s'identifier publiquement comme transgenre et LGBT.

## Biographie

### Jeunesse
Sumaya Dasia Dalmar est née le 10 septembre 1988 à Mogadiscio en Somalie. Elle se fait également appeler Sumaya YSL (pour Yves Saint Laurent).
Elle quitte le pays avec sa famille à l'âge de 3 ans lors du déclenchement de la guerre civile somalienne et s'installe à Vancouver, au Canada,.

### Activisme
Elle fait son coming out gay auprès de sa famille alors qu'elle est encore très jeune. Ses parents, de racines islamiques, la renient. Elle déménage alors à Toronto en 2009 où elle devient un membre actif des communautés LGBT et somalienne. Elle y organise notamment des réunions mensuelles, soudant ainsi la communauté.
En 2011, elle fait son coming out transgenre et démarre sa transition, devenant ainsi l'une des premières personnes originaires de Somalie à s'identifier transgenre et LGBT.
Au cours de ses premières années à Toronto, elle effectue des petits boulots pour subvenir à ses besoins, notamment dans divers centres d'appel. Durant sa transition, elle s'exprime publiquement sur les difficultés rencontrées par les personnes transgenres pour obtenir et conserver un emploi, en raison notamment de discrimination et de licenciement.
En 2012, elle est le sujet principal d'une exposition de photographies et d'un documentaire qui tentent de croiser la relation entre l'ethnicité somalienne, la religiosité et sa corrélation avec la masculinité dans le cadre d'un projet intitulé An Intimate Portrait of Somalian Trans-Woman d'Abdi Osman,,.
En 2014, elle suit une thérapie orthophonique visant à féminiser sa voix. Elle devait commencer à travailler en tant que coordinatrice trans dans le centre communautaire LGBT de Toronto The 519 (en) quelques jours après sa mort,.

### Fin de vie et héritage
Elle meurt le 22 février 2015 dans une maison dans le village de Danforth à Toronto à l'âge de 26 ans dans des circonstances inconnues. Peu avant sa mort, elle publie un message sur Facebook dans lequel elle exprime son incrédulité face à la violence dont sa communauté est constamment victime et souligne qu'elle est personnellement fatiguée d'assister à la disparition d'un si grand nombre de femmes transgenres,.
Sa mort est comparée à d'autres actes de violence à l'encontre de femmes transgenres de couleur, en particulier au cours des premiers mois de 2015 durant lesquels de tels incidents se produisent à un rythme particulièrement élevé. Les détails de ce qu'il s'est passé n'ont pas été rendus publics et la police écarte l'hypothèse d'un homicide,.
Le 3 mars 2015, une cérémonie commémorative et une célébration publique de sa vie ont lieu au The 519 (en),,. Les communautés somaliennes et LGBT ont salué le degré de visibilité qu'elle a donné à ces communautés.
En 2018, des amis et des membres de la communauté créent en son honneur le prix Sumaya Dalmar à l'Université métropolitaine de Toronto, une bourse annuelle de mille dollars pour les étudiants transgenres de couleur,,.